# Бєлорусець Євгенія Марківна
Євгенія Бєлорусець (нар. 1980, Київ) — українська художниця, журналістка, фотографка, перекладачка. Співзасновниця літературно-мистецького журналу «Простори», учасниця кураторської групи «Худрада».

## Біографія
Народилася в Києві, батько — Бєлорусець Марк Абрамович.
У 1996—2002 рр. вчилася в Київському національному лінгвістичному університеті на спеціальності німецька мова та література.
У 2003—2005 рр. — аспірантура у Віденському університеті, спеціальність — австрійська література та філософія.
У 2005—2006 рр. вчилася в школі фотографії Віктора Марущенка, отримала диплом з документальної фотографії.
Спільно з ініціативою «Збережи старий Київ» брала участь у протестах проти незаконної забудови біля її будинку на вулиці Гончара. В грудні 2008 року ТОВ «Інвестиційно-будівельна група» подала позов на Євгенію Бєлорусець і двох її сусідів, звинувачуючи їх у знищенні будівельного паркану під час однієї з акцій протесту.
2010 року виграла конкурс соціальної фотографії, організований британським Королівським фотографічним товариством спільно з газетою The Guardian. Фотографія була зроблена в аварійному будинку в центрі Києва, за адресою вул. Гоголівська 32-А, мешканці якого понад 20 років чекали на відселення. Євгенія Бєлорусець три роки відвідувала мешканців будинку, фотографію на конкурс надіслала Анастасія Рябчук, із якою вони разом організовували фотовиставку «Гоголівська 32». Виставка пройшла в грудні 2010 року в Центрі візуальної культури.
У травні 2012 року стався напад на її виставку, що проходила в кінотеатрі «Жовтень», присвячену життю одностатевих сімей.
З серпня 2014 року неодноразово їздила на Донбас, знімала повсякденне життя мешканців прифронтових територій. 2016 року в Національному музеї Тараса Шевченка проходила виставка її фотографій «Перемоги переможених», присвячена роботі на шахтах у зоні бойових дій.
Живе й працює в Києві та Берліні.

## Книжки
- Щасливі падіння: тексти і фотографії. Харків: IST Publishing, 2018. ISBN 978-966-97657-8-9
  - Glückliche Fälle. Ins Deutsche übersetzt von Claudia Dathe, Matthes & Seitz, Berlin, 2019, ISBN 978-3-95757-776-4.
  - Lucky Breaks. Ins Englische übersetzt von Eugene Ostashevsky, New Directions, New York, 2022, ISBN 9780811229845.
- Цикл лекций о современной жизни животных. Київ: IST publishing, 2021. ISBN 978-617-7948-05-5
- Anfang des Krieges. Tagebücher aus Kyjiw. Matthes & Seitz, Berlin, 2022. ISBN  978-3-7518-0806-4